# 1527
Відродження •  Реформація •  Доба великих географічних відкриттів •  Ганза •  Імперія інків

## Геополітична ситуація
Османську державу очолює Сулейман I Пишний (до 1566). Римським королем є Карл V Габсбург (до 1555). У Франції королює Франциск I (до 1547).
Середню частину Апеннінського півострова займає Папська область. Неаполітанське королівство на півдні захопила Іспанія. Могутніми державними утвореннями півночі є Венеційська республіка, Флорентійська республіка, Генуезька республіка та герцогство Міланське.
Іспанським королівством править Карл I (до 1555). В Португалії королює Жуан III Благочестивий (до 1557).
Генріх VIII є королем Англії (до 1547), королем Данії та Норвегії є Фредерік I (до 1533), королем Швеції — Густав I Ваза (до 1560). Королем Угорщини та Богемії є Фердинанд I Габсбург (до 1564). У Польщі королює Сигізмунд I Старий (до 1548), він же залишається князем Великого князівства Литовського.
Галичина входить до складу Польщі. Волинь належить Великому князівству Литовському. Московське князівство очолює Василій III (до 1533).
На заході євразійських степів існують Казанське ханство, Кримське ханство, Астраханське ханство, Ногайська орда. Єгипет захопили турки. Шахом Ірану є сефевід Тахмасп I.
У Китаї править династія Мін. Значними державами Індостану є Імперія Великих Моголів, Біджапурський султанат, Віджаянагара. В Японії триває період Муроматі.
Іспанці захопили Мексику. В Імперії інків править Уаскар (до 1532).

## Події

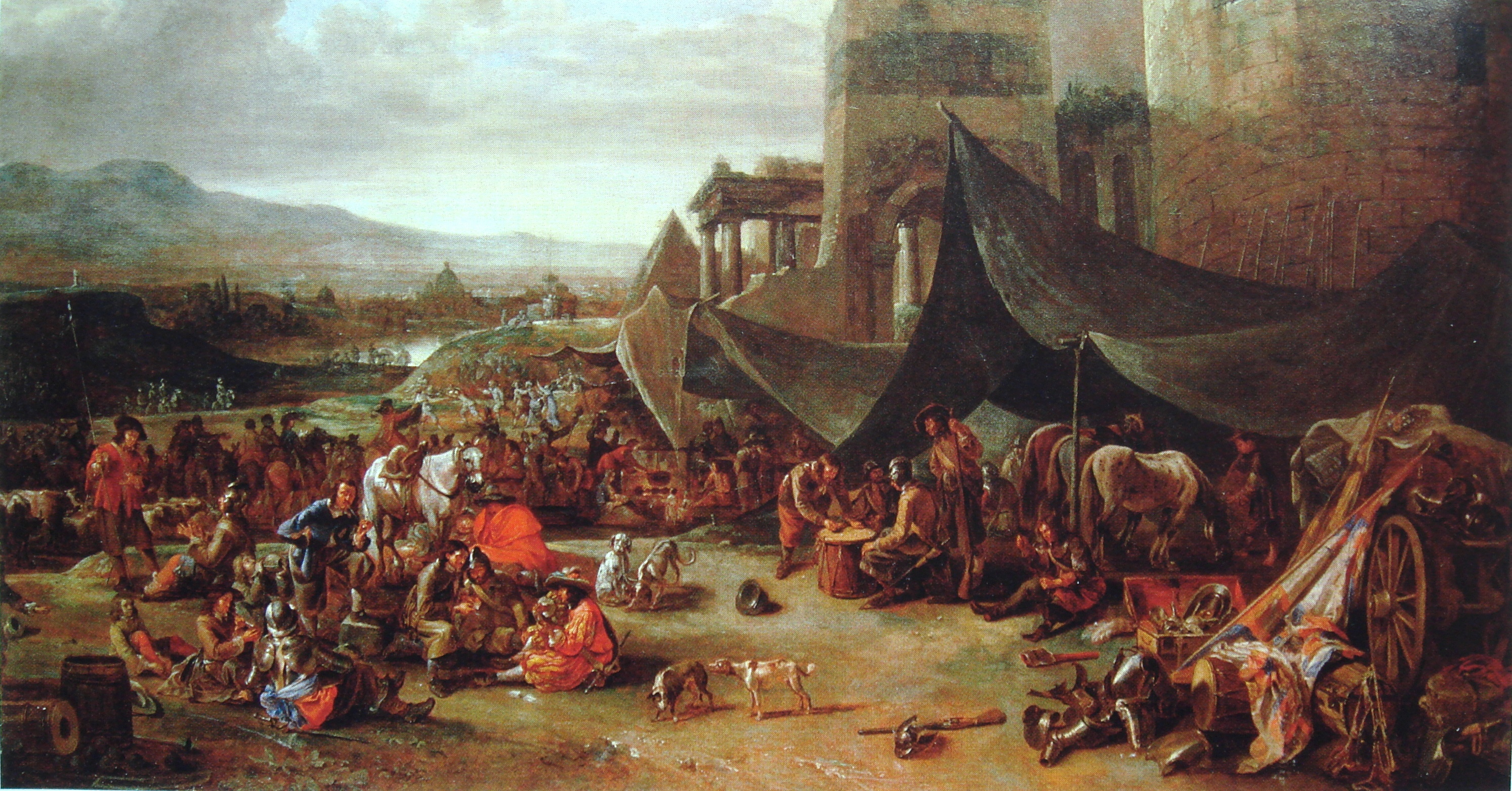
Пограбування Рима. Йоганнес Лінгельбах.

- Господарем Молдавського князівства став Петру IV Рареш.
- 28 вересня в битві при Токаї Фердинанд I Габсбург розгромив претендента на трон Угорщини Яноша Запольяї.
- Війна Коньякської ліги
  - Відбулося пограбування Рима іспанськими та німецькими військами на чолі з Карлом де Бурбоном.
  - Папа римський Климент VII вимушено підписав мир із німецьким королем Карлом V Габсбургом. Ця подія знаменувала кінець Високого Відродження.
  - Заворушення в Флоренції прогнало з міста Медичі й відновило Флорентійську республіку.
  - Французи захопили Геную.
  - Французький полководець Оде де Фуа де Лотрек захопив Павію.
- Реформація:
  - Шведський риксдаг прийняв лютеранство як державну релігію.
  - Анабаптисти провели в Аугсбурзі синод, який отримав назву синоду мучеників, оскільки міська влада схопила й стратила його очільників.
  - Король Данії Фредерік I дозволив у країні лютеранство, шлюби священиків і заборонив кліру отримувати дозвіл на церковні посади від папи римського.
  - Філіп Гессенський заснував у Марбурзі перший протестантський університет.
- Іспанці окупували Гватемальське нагір'я.
- Іспанський конкістадор Франсіско де Монтехо розпочав спроби завоювати Юкатан.
- Себастьян Кабот дослідив басейн Ла-Плати.
- Розпалася держава Бахмані в Індостані.
- Помер від віспи верховний інка Уайна Капак. Розпочалася громадянська війна між його синами Уаскаром та Атауальпою.

## Народились
Докладніше: Народилися 1527 року
- 2 квітня — Абрагам Ортеліус, фламандський картограф, видавець першого атласу
- 21 травня — Філіп II, іспанський король.
- 31 липня — Максиміліан II, імператор Священної Римської імперії (1564-1576), король Богемії (1562-1575) і Угорщини (1562-1572).

## Померли
Докладніше: Померли 1527 року
- 22 червня — У віці 58-и років помер Нікколо Мак'явеллі, видатний італійський політик, дипломат, філософ епохи пізнього Відродження.